# Zipper Catches Skin
Zipper Catches Skin è il quattordicesimo album studio pubblicato da Alice Cooper, nel 1982 per la Warner Bros..

## Il disco
In questo disco è da segnalare il rientro del chitarrista Dick Wagner.
L'album, così come il successivo DaDa, è stato registrato in un periodo in cui Alice Cooper, a causa dell'alcolismo, dice di non ricordare nulla. Del resto, non ebbe neanche molta pubblicità, infatti non fu accompagnato da nessun tour e le canzoni non sono mai state riproposte in sede live.

## Tracce
1. Zorro's Ascent - 3:56 (Alice Cooper, John Nitzinger, Billy Steele, Erik Scott)
2. Make That Money (Scrooge's Song) - 3:30 (Cooper, Dick Wagner)
3. I Am The Future - 3:29 (Gary Osborne, Lalo Schifrin)
4. No Baloney Homosapiens - 5:06 (Cooper, Wagner)
5. Adaptable (Anything for You) - 2:56 (Cooper, Steele, Scott)
6. I Like Girls - 2:25 (Cooper, Nitzinger, Scott)
7. Remarkably Insincere - 2:07 (Cooper, Nitzinger, Scott)
8. Tag, You're It - 2:54 (Cooper, Nitzinger, Scott)
9. I Better Be Good - 2:48 (Cooper, Wagner, Scott)
10. I'm Alive (That Was the Day My Dead Pet Returned to Save My Life) - 3:13 (Cooper, Wagner, Scott)

## Formazione
- Alice Cooper - voce, sintetizzatore
- Erik Scott - basso
- John Nitzinger - chitarra
- Dick Wagner - chitarra
- Billy Steele - chitarra
- Mike Pinera - chitarra
- Duane Hitchings - sintetizzatore
- Craig Krampf - percussioni